# Astronavigacija
Astronavigacija tehnika je navigacije, koja koristi liniju vidljivosti ili kutna mjerenja između nebeskih tijela (sunca, mjeseca, planeta ili zvijezda) i vidljivog horizonta. Najčešće se koristi sunce, ali navigatori također mogu koristiti mjesec, planet ili jednu od 57 navigacijskih zvijezda čije su koordinate zabilježene u Nautičkom godišnjaku.
Astronavigacija koristi kutna mjerenja između nebeskih tijela i vidljivog horizonta za određivanje položaja na zemlji, bilo na kopnu ili moru. U određenom trenutku bilo koje nebesko tijelo nalazi se neposredno iznad neke točke na zemlji. Zemljopisna dužina i širina te točke poznata je kao geografski položaj nebeskog tijela (GP), lokacija koja se može odrediti iz tablice dane u Nautičkom godišnjaku za tu godinu.
Izmjereni kut između nebeskog tijela i vidljivog horizonta izravno je povezan s udaljenosti između geografskog položaja nebeskog tijela i položaja promatrača. Nakon proračuna, poznatog kao "redukcija vida", nakon čega se na navigacijskoj pomorskoj karti iscrtava linija pozicije (eng: LOP), a pozicija promatrača je negdje na toj liniji. Linija pozicije je zapravo kratki segment vrlo velikog kruga na zemlji koji okružuje zemljopisni položaj promatranog nebeskog tijela iznad. Promatrač koji se nalazi bilo gdje na tom krugu na zemlji, računajući kut istog nebeskog tijela iznad horizonta na danom trenutku, primijetio bi da bi tijelo bilo pod istim kutom iznad horizonta. Položaji dvaju nebeskih tijela na karti daju dvije linije koje se sjeku na točnom položaju promatrača (točnije, sjecište dva kruga rezultirala bi s dvije točke presjeka, točnije pokazivala bi dvije moguće položajne točke, jer bi se jedna mogla odmah odbaciti za koju se vidi da je daleko od mjesta mjerenja. Mnogi će navigatori koristiti 3 od 5 zvjezdica, ako su dostupne, jer će to rezultirati zajedničkom točkom raskrižja i time smanjiti vjerojatnost pogreške. Ta pretpostavka je osnova za korištenje metode astronavigacije, koja se naziva metoda "visinskog prijelaza".
Postoji nekoliko drugih metoda astronavigacije koje također mogu osigurati određivanje položaja pomoću sekstanta, kao što je "podnevni vid" ili arhaičnija metoda mjerenja udaljenosti do Mjeseca. Joshua Slocum koristio je metodu mjerenja udaljenosti do Mjeseca tijekom prvog putovanja oko svijeta. Za razliku od metode "visinski prijelaz" i "mjerenje mjesečeve udaljenosti" ne zahtijeva poznavanje točnog vremenskog razdoblja. Metoda "prelaska visine" astronavigacije zahtijeva od promatrača da zna točno srednje vrijeme po Greenwichu (GMT) u trenutku promatranja nebeskog tijela s preciznošću u sekundi, jer svake četiri sekunde u izvornom vremenu (obično se koristi kronometar) može se ispraviti pogrešku, a pozicija se neće pomaknuti za približno jednu nautičku milju od točne pozicije.